# GDF7
GDF7‏ (Growth differentiation factor 7) هوَ بروتين يُشَفر بواسطة جين GDF7 في الإنسان.